# Fly on the Wall (pesem)
»Fly on the Wall« je pop pesem, ki jo je izvedla ameriška glasbenica Miley Cyrus. Izšla je kot tretji mednarodni singl iz njenega drugega glasbenega albuma, imenovanega Breakout, in sicer 16. februarja 2009 s svojim remixom na B-strani. Je drugi singl Miley Cyrus v Združenih državah Amerike, Kanadi in drugih državah, kjer singl »See You Again« ni izšel tudi kot remix Rock Mafia. Pesem ima elemente pop rocka, dance-popa in synthpopa. Besedilo pesmi si razlagajo na različne načine, nekateri na primer trdijo, da govori o ljubosumnem fantu. Miley Cyrus pravzaprav pravi, da besedilo govori o paparazzih in njihovih obsežnih vpadih v zasebnost slavnih.
Pesem so glasbeni kritiki večinoma hvalili, nekateri kritiki so trdili, da kljubuje pričakovanjem teen pop glasbe in je najboljša pesem na albumu Breakout. Kljub temu, da je na lestvici Billboard Hot 100 v Združenih državah Amerike pesem »Fly on the Wall« zasedla le štiriinosemdeseto mesto, je v Evropi dosegla velik komercialni uspeh. Pesem »Fly on the Wall« se je najvišje uvrstila na lestvici UK Singles Chart, kjer je zasedla šestnajsto mesto. Videospot za singl je režiral Philip Andelman, prvič pa se je predvajal na kanalu FNMTV. Videospot za pesem »Thriller« je navdihnil videospot za pesem, ki se večinoma dogaja v podzemni parkirni hiši, v kateri Miley Cyrus naleti na papparazze in jim skuša ubežati. Miley Cyrus je pesem promovirala preko mnogih različnih prireditev, na katerih je z njo nastopila, vključno s svojo prvo samostojno svetovno turnejo, Wonder World Tour, kjer je med nastopom s pesmijo izvedla kratek del plesa pesmi »Thriller«.

## Sestava
Pesem »Fly on the Wall« je pop rock pesem z velikim vplivom električnih kitar, klaviature in sopranovega vokala. Na pesem so vplivali elektronska glasba, industrijska glasba, glasbo iz osemdesetih in glasbo novega vala. Pesem je napisana v g-molu. Vokali Miley Cyrus se raztezajo čez dve oktavi, od G3 do D5. Temu sledi procesija akordov G5—D—Gm7.
Besedilo pesmi, ki so ga napisali Miley Cyrus, Antonina Armato, Tim James in Devrim Karaoglu, so si poslušalci narobe razlagali na mnogo različnih načinov. Protagonistka pesem poje iz perspektive prve osebe, medtem ko obsoja nedoločeno osebo zaradi vdiranja v njeno zasebno življenje. Mnogo glasbenih kritikov je menilo, da besedilo govori o »fantu, ki je obseden z nadzorom«. Ben Ratliff iz revije The New York Times se je postavil na stran fanta, saj je menil, da je protagonistka pesmi »nasilna do nekega ubogega fanta, ker si je želel vedeti, o čem se pogovorja s svojimi prijatelji.« Sarah Rodman iz revije The Boston Globe je menila, da bi lahko pesem opisala mnogo različnih stvari, kot na primer »bivšega fanta, medije in celo njene oboževalce.« Kakorkoli že, v intervjuju z Jocelyn Vena iz MTV News, je Miley Cyrus povedala, da pesem govori o »medijih« in tem, »kako mislijo, da vedo vse o [njej], čeprav to ni res. Želijo si biti muhe na steni in [me] opazovati 24/7.« Miley Cyrus je razložila koncept pesmi v intervjuju z Nancy O'Dell za revijo Access Hollywood. Povedala je:
Paparazzi. Pesem sem napisala za medije, saj vedno menijo, da morajo biti v mojem življenju. Včasih si želijo, da bi se lahko naredili nevidne in bili z menoj ves čas. In da bi me lahko nekoliko bolje poznali, če bi bili z menoj v moji hiši, v moji sobi ter mojih različnih krajih. Torej, mojo zgodbo lahko opazujemo z različnih mest, poskušam pobegniti stran od papparazzev, oni pa ne grejo in ne grejo stran, kot nadležne muhe.

## Kritični sprejem
Pesem »Fly on the Wall« je s strani glasbenih kritikov prejela večinoma pozitive kritike. Bill Lamb iz spletne strani About.com je pesem označil za »amfetamino hitenja« ter jo pohvalil zaradi njenega teen pop in generičnih pritožb ter jo označil za eno izmed »najboljših pesmi z albuma Breakout«
. Heather Phares iz spletne strani Allmusic je napisala, da je pesem »slabša verzija« pesmi »Toxic« Britney Spears in namignila, kakšna bodo prihodnja glasbena dela Miley Cyrus. Sarah Rodman iz revije The Boston Globe je napisala, da je pesem »Fly on the Wall« sprememba tempa za Miley Cyrus in jo označila za »najbolj zanimivo pesem z albuma«. Mikael Wood je napisal, da je pesem The Los Angeles Times rezultat standrdov podjetja Walt Disney Company ter zaenkrat »najboljša pesem z albuma«. Skupaj s pesmijo »Full Circle« je Sal Cinquemani iz revije Slant Magazine napisal, da sta obe pesmi »več kot vredni« slediti pesmi »See You Again.« Mordechai Shinefield iz revije The Village Voice je napisal, da je pesem »goreče brilijantna« in je »najboljša, najbolj jezna pesem [iz albuma Breakout].« Johnny Dee iz revije Virgin Media je napisal, da je pesem »Fly on the Wall« skupaj s pesmijo »7 Things« »enkratna pop pesem,« ki lahko dolgoročno spodbudi njeno kariero. Ratliff je pesem »Fly on the Wall« negativno primerjal s pesmimi glasbene skupine Pussycat Dolls in napisal, da čeprav je glas Miley Cyrus v glavnem bogat z globokimi dodatki, vendar je v tej pesmi postal »raztegnjen in varčevalen«. Kakorkoli že, napisal je, da je pesem »najprimernejša za najstnike«.

## Dosežki na lestvicah
Pesem »Fly on the Wall« se je ob koncu tedna 9. avgusta leta 2008 uvrstila na devetinšestdeseto mesto lestvice Hot Digital Songs ob izidu albuma Breakout, vendar je iz lestvice izpadla, ko se je uvrstila na lestvico Billboard Hot 100; v naslednjem tednu je pesem izpadla iz lestvice. Ob koncu leta 2009 je pesem zasedla mesto na ameriških lestvicah, kjer je zasedla dvainsedemdeseto mesto na lestvici Hot 100 Airplay, štiriinšestdeseto mesto na lestvici Pop 100 in lestvici Pop 100 Airplay. Ob koncu tedna 10. januarja 2009 je pesem pristala na triinosemdesetem mestu lestvice Billboard Hot 100  zaradi uspešnosti na radijih, vendar je izpadla iz lestvice že v prihodnjem tednu. Na lestvici Canadian Hot 100 je pesem zasedla triinsedemdeseto mesto ob koncu tedna 9. avgusta leta 2008 zaradi uspešne digitalne prodaje. Pesem je bila na lestvici Canadian Hot 100 prisotna še dva druga tedna, od 7. februarja 2009 dalje pa se na lestvico ni več uvrstila.
Pesem je bila uspešnejša na področju Evrope. Ob koncu tedna 1. januarja 2009 je pesem »Fly on the Wall« zasedla devetdeseto mesto na glasbeni lestvici UK Singles Chart. Čez januar in februar tistega leta je pesem zasedala višja in višja mesta še štiri tedne. Ob koncu tedna 28. februarja leta 2009 je pesem pristala na šestnajstem mestu lestvice in tako postala drugi najbolje uvrščeni singl Miley Cyrus na lestvici v Združenem kraljestvu. Nato je singl počasi zasedal nižja in nižja mesta na lestvici, dokler ni ob koncu tedna 4. aprila tistega leta zasedel šestinosemdeseto mesto. Na lestvici European Hot 100 je pesem »Fly on the Wall« zasedla sedeminpetdeseto mesto ob koncu tedna 7. marca 2009 ter na lestvici ostala še pet tednov. Ob koncu tedna 29. januarja tistega leta je pesem zasedla devetinštirideseto mesto na glasbeni lestvici Irish Singles Chart. Nekaj tednov kasneje je pesem na lestvici dosegla triindvajseto mesto, nato pa je 12. marca 2009 izpadla iz lestvice. V Avstriji je pesem 18. marca tistega leta zasedla sedeminpetdeseto mesto, nato pa je čez dva tedna izpadla iz lestvice. Pesem je sedem tednov preživela tudi na lestvici German Singles Chart, kjer je zasedla dvainšestdeseto mesto.

## Videospot
V intervjuju z MTV News je Philip Andelman razložil, da je bila Miley Cyrus, ko je vzpostavila stik z njim, da bi režiral videospot za pesem »Fly on the Wall,« že odločena, da se bo porogala paparazzem. Philip Andelman ni želel ustvariti »česa preveč resnega«, zato je videospot posnel z »igrivega« vidika. Miley Cyrus je koncept videospota razložila v intervjuju z Nancy O'Dell iz revije Access Hollywood. Dejala je:
Koncept je neke vrste »Thrillerski«. Na nek način sem zombije zamenjala s paparazzi, ki me nekako napadajo. In moj fant me poskuša obvarovati, vendar sama ne vem, da je tudi on eden izmed paparazzev. Torej se poskušam skriti in jim uiti. V bistvu je zares zabavno, ker bežim stran od svojega fanta in bežim pred paparazzi in čez cel videospot poskušam najti pot za beg.
Videospot se prične s kratko, dramatično glasbo. Osredotoči se na Miley Cyrus, ki nosi top, kavbojke, škornje in črno usnjeno jakno, ter njenega fanta, ki zapuščata kino in se pogovarjata o filmu, ki sta si ga ogledala. Naenkrat njen fant prične kašljati, na nebu pa se izza oblakov prikaže polna luna. Miley Cyrus se zgrozi, ko opazi, da se spreminja v paparazza in mu poskuša ubežati, med tem ko ji on vpije: »Miley, pridi sem! Samo nekaj fotografij želim posneti!« ter jo skuša fotografirati. Glasba pesmi »Fly on the Wall« se prične, ko Miley Cyrus zbeži v podzemno parkirno hišo in se skuša skriti za stebri ter črnim avtomobilom Mercedes-Benz SLR McLaren. Kmalu zatem se Miley Cyrus skuša prikazati izza avta, vendar jo začne preganjati množica paparazzev s svojimi kamerami. Čez celoten videospot Miley Cyrus beži in se skuša skriti množici. Deli so razmaknjeni čez cel videospot, nekje v sredini videospota začne Miley Cyrus, oblečena v dolgo sivo majico in kavbojke plesati ter peti pred avtom znamke Mercedes. Nazadnje Miley Cyrus ujamejo paparazzi. Najprej je prestrašena, nato pa presenečena in zmedena, saj množica nenadoma začne plesati. Njen fant, ki se pojavi normalen, jo reši, ko se v avtomobilu znamke Mercedes pripelje tja. Znotraj avtomobila mu Miley Cyrus opiše nenavadno srečanje s paparazzi. Vendar ona ne ve, da ima njen fant znotraj avtomobila montirano kamero; videospot se zaključi s tem, da prikažejo spletno stran, na kateri te posnetke objavi pod naslovom »Miley Cyrus motijo paparazzi!!!« (»Miley Cyrus Bugs at Paparazzi!!!«). Videospot pesmi »Fly on the Wall« se je prvič predvajal 5. decembra leta 2008 na MTV-jevi oddaji FNMTV. Videospot je navdihnil kultni videospot Michaela Jacksona za pesem »Thriller,« vendar so zombije zamenjali s paparazzi. MTV je videospot pesmi »Fly on the Wall« primerjal tudi z videospotom pesmi Britney Spears, »Circus« in pesmi Lindsay Lohan, »Rumors«.

## Nastopi v živo
Miley Cyrus je s pesmijo »Fly on the Wall« prvič nastopila na prireditvi Disney Channel Games 2008 4. maja leta 2008. Nastop Miley Cyrus, oblečene v rdeč plašč, so kasneje uporabili za promocijo kanala Disney Channel. 17. maja 2008 je Miley Cyrus pesem izvedla na prireditvi Zootopia 2008. 18. julija tistega leta je Miley Cyrus v oddaji Good Morning America izvedla pesmi »Fly on the Wall,« »Breakout«, »7 Things« in »Bottom of the Ocean.« Med nastopom je Miley Cyrus nosila vzorčasto srajco, mini-krilo in škornje. 1. avgusta leta 2008 je Miley Cyrus pesem »Fly on the Wall« izvedla v oddaji FNMTV. 21. novembra tistega leta je bila pesem izvedena na podelitvi nagrad American Music Awards 2008. Kritiki iz kanala ABC so napisali, da je Miley Cyrus »neustrašno sprejela svojo novo ustvarjalno usmeritev« z izvedbo pesmi »Fly on the Wall.« 25. novembra tistega leta je Miley Cyrus pesem izvedla v zadnji sezoni oddaje Dancing with the Stars.
Na novoletni večer leta 2008 je Miley Cyrus nosila belo srajico, hlače, škornje in vzorčasto jakno za gostovanje FNMTV-jeve posebne novoletne prireditve s Peteom Wentzom. Epizodo je začela z izvedbo pesmi »Fly on the Wall« in »7 Things.« 19. januarja 2009 je pesem izvedla na prireditvi Kids' Inaugural: »We Are the Future« za proslavitev zmage Baracka Obame na volitvah. Na prireditvi je nastopila z mnogimi spremljevalnimi plesalci in nosila navadno vzorčasto sivo srajico, črne hlače in škornje. S pesmijo je Miley Cyrus nastopila tudi v Londonu na prireditvi Apple Store. Pesmi, ki jih je Miley Cyrus izvedla sama ali pa skupaj s svojim očetom, je britanska različica trgovine iTunes Store ekskluzivno prodala kot EP z naslovom iTunes Live from London. 7. junija leta 2009 je Miley Cyrus s pesmijo »Fly on the Wall« nastopila na dvajseti prireditvi A Time for Heroes Celebrity Carnival.
Pesem »Fly on the Wall« je bila ena izmed pesmi, ki jih je Miley Cyrus izvedla na svoji prvi samostojni svetovni turneji, Wonder World Tour. Nastop se je pričel s posnetkom žabe, ki z jezikom ulovi muho, med tem pa sta dva akrobata umaknila skalno steno. Miley Cyrus in njeni plesalci so se nato prikazali iz zelenega traktorja ter začeli s pesmijo. Miley Cyrus je nosila ekstravagantno belo obleko s perjem na hrbtu ter uporabila izdelano koreografijo. Na neki točki med nastopom Miley Cyrus nepričakovano nekaj časa lebdi nad občinstvom. Na koncu Miley Cyrus in njeni plesalci skupaj izvedejo ples iz videospota pesmi Michaela Jacksona, »Thriller.« S pesmijo je Miley Cyrus nastopila na koncertu Rock in Rio v Lizboni, Portugalska, 29. maja 2010 in v Madridu, Španija, 4. junija 2010.

## Seznam verzij
| - Promocijski CD singl 1. »Fly on the Wall« (verzija z albuma) - 2:33 2. »Fly on the Wall« (remix Davida Kahnea) - 2:34 - Britanski digitalni singl 1. »Fly on the Wall« - 2:31 2. »Fly on the Wall« (remix Digital Doga) - Digitalni remix singl 1. »Fly on the Wall« (remix Jasona Nevinsa) - 2:52 - Maksimalni CD singl 1. »Fly on the Wall« (verzija z albuma) - 2:31 2. »7 Things« (radijska verzija Bimbo Jonesa) - 2:58 3. »Fly on the Wall« (remix Jasona Nevinsa) - 2:52 - Avstralska digitalna naložitev 1. »Fly on the Wall« - 2:31 2. »Fly on the Wall« (radijski remix Jasona Nevinsa) - 2:52 3. »7 Things« (radijska verzija Bimbo Jonesa) - 2:58 | - EP z remixi 1. »Fly on the Wall« (kratki remix Digital Doga) 2. »Fly on the Wall« (kratki remix Jasona Nevinsa) 3. »Fly on the Wall« (inštrumentalna verzija Digital Doga) 4. »Fly on the Wall« (inštrumentalna verzija Jasona Nevinsa) 5. »Fly on the Wall« (verzija Digital Doga) 6. »Fly on the Wall« (verzija Jasona Nevinsa) 7. »Fly on the Wall« (remix Davida Kahnea) 8. »Fly on the Wall« (verzija z albuma) – 2:33 - DE Premium CD singl 1. »Fly on the Wall« (verzija z albuma) - 2:31 2. »7 Things« (radijska verzija Bimbo Jones) - 2:58 |

## Dosežki
| Lestvica (2008 — 2009)   | Dosežek |
| ------------------------ | ------- |
| Australian Singles Chart | 54      |
| Austrian Singles Chart   | 57      |
| Canadian Hot 100         | 73      |
| European Hot 100         | 57      |
| German Singles Chart     | 62      |
| Irish Singles Chart      | 23      |
| UK Singles Chart         | 16      |
| U.S. Billboard Hot 100   | 84      |
| U.S. Pop 100             | 64      |